# Wuppertal
Wuppertal é uma cidade independente (kreisfreie Stadt) alemã localizada na região da Renânia do Norte-Vestfália. Situada às margens do rio Wupper, ao sul da Região do Ruhr.
A cidade é um importante centro histórico-industrial que inclui fábricas de: têxteis, metalurgia, produtos químicos e farmacêuticos (a multinacional Bayer), equipamento elétrico, borracha, veículos e equipamento de impressão.
A cidade surgiu em 1929 pela fusão dos distritos de Barmen, Elberfeld, Vohwinkel, Ronsdorf, Cronenberg, Langerfeld e Beyenburg. O nome da cidade era, inicialmente Barmen-Elberfeld, e, após 1930, Wuppertal. Durante a Segunda Guerra Mundial cerca de 40% da cidade foi destruída pelos Aliados, tal como ocorreu a várias outras cidades industriais da época.
No entanto, um grande número de locais históricos foi preservado dos bombardeios, tais como o distrito de Ölberg ("Colina do Petróleo", em alemão), um dos maiores bairros de trabalhadores de toda a Alemanha, e também o chamado Briller Viertel, o maior distrito burguês da Alemanha.

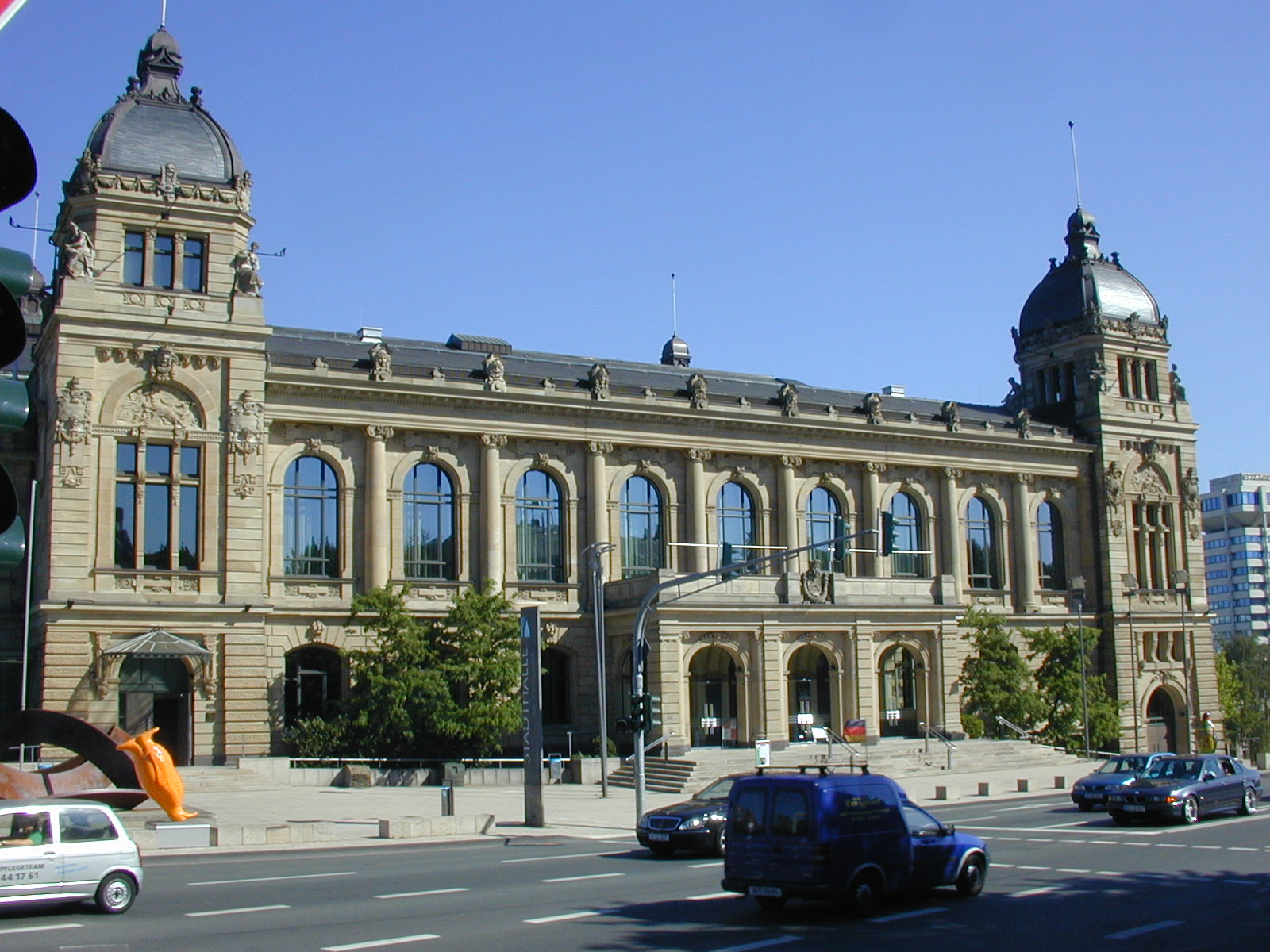
Wuppertal - sala de concertos

Ao todo, Wuppertal possui mais de 4.500 edifícios classificados como monumentos nacionais, a maioria datando dos períodos arquitetônicos do Classicismo, Art Nouveau e Bauhaus.
Uma das obras mais notáveis da arquitetura da cidade é sua sala de concertos, a Stadthalle, inaugurada em 1900 pelo Kaiser Guilherme II da Alemanha e sua esposa.

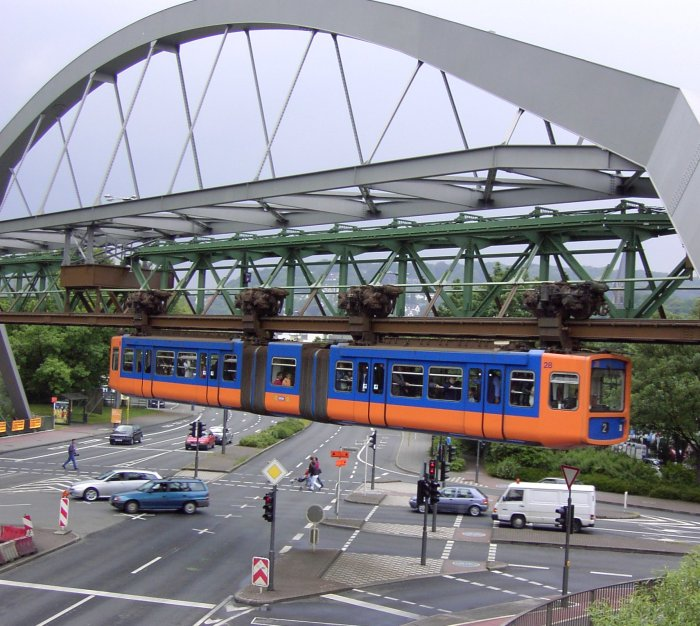
Monotrilho da cidade de Wuppertal

Outro atrativo turístico é o seu monotrilho (conhecido como Wuppertaler Schwebebahn), inaugurado em 1901 e cujas linhas atravessam a cidade a 8 m de altura sobre as ruas e a 12 m de altura sobre o rio Wupper.
A companhia de dança Tanztheater Pina Bausch sediada na cidade é famosa mundialmente, e regularmente se apresenta em teatros de Nova Iorque, Tóquio, Paris, Londres e até mesmo na cidade de São Paulo, Brasil.

## Geografia
Wuppertal é atualmente composta de 10 distritos municipais:
| - 0 Elberfeld - 1 Elberfeld-West - 2 Uellendahl-Katernberg - 3 Vohwinkel - 4 Cronenberg | - 5 Barmen - 6 Oberbarmen - 7 Heckinghausen - 8 Langerfeld-Beyenburg - 9 Ronsdorf |

## Filhos ilustres
- Friedrich Engels (1820–1895), teórico  revolucionário
- Gonzalo Castro Randón (1987), futebolista
- Johannes Rau (1931−2006), presidente alemão 1999–2004
- Hans Donner (* 1948), designer radicado no Brasil, criador das logomarcas da Rede Globo
- Udo Dirkschneider (1952), vocalista de heavy metal